# NBA-Draft 1993
Der NBA-Draft 1993 fand am 30. Juni 1993 in Auburn Hills, Michigan statt.

## Runde 1
| Pick | Spieler (Position)      | Nationalität                   | NBA Team                                       | vorheriges Team/College |
| ---- | ----------------------- | ------------------------------ | ---------------------------------------------- | ----------------------- |
| 1    | Chris Webber (PF/C)     | Vereinigte Staaten             | Orlando Magic (nach Golden State getauscht)    | Michigan                |
| 2    | Shawn Bradley (C)       | Vereinigte Staaten Deutschland | Philadelphia 76ers                             | BYU                     |
| 3    | Penny Hardaway (PG)     | Vereinigte Staaten             | Golden State Warriors (nach Orlando getauscht) | Memphis State           |
| 4    | Jamal Mashburn (SF)     | Vereinigte Staaten             | Dallas Mavericks                               | Kentucky                |
| 5    | Isaiah Rider (SG)       | Vereinigte Staaten             | Minnesota Timberwolves                         | UNLV                    |
| 6    | Calbert Cheaney (SG/SF) | Vereinigte Staaten             | Washington Bullets                             | Indiana                 |
| 7    | Bobby Hurley (PG)       | Vereinigte Staaten             | Sacramento Kings                               | Duke                    |
| 8    | Vin Baker (PF)          | Vereinigte Staaten             | Milwaukee Bucks                                | Hartford                |
| 9    | Rodney Rogers (PF)      | Vereinigte Staaten             | Denver Nuggets                                 | Wake Forest             |
| 10   | Lindsey Hunter (PG)     | Vereinigte Staaten             | Detroit Pistons (von Miami)                    | Jackson State           |
| 11   | Allan Houston (SG)      | Vereinigte Staaten             | Detroit Pistons                                | Tennessee               |
| 12   | George Lynch (SF)       | Vereinigte Staaten             | Los Angeles Lakers                             | North Carolina          |
| 13   | Terry Dehere (SG)       | Vereinigte Staaten             | Los Angeles Clippers                           | Seton Hall              |
| 14   | Scott Haskin (PF)       | Vereinigte Staaten             | Indiana Pacers                                 | Oregon State            |
| 15   | Doug Edwards (SF)       | Vereinigte Staaten             | Atlanta Hawks                                  | Florida State           |
| 16   | Rex Walters (SG)        | Vereinigte Staaten             | New Jersey Nets                                | Kansas                  |
| 17   | Greg Graham (SG)        | Vereinigte Staaten             | Charlotte Hornets                              | Indiana                 |
| 18   | Luther Wright (C)       | Vereinigte Staaten             | Utah Jazz                                      | Seton Hall              |
| 19   | Acie Earl (C)           | Vereinigte Staaten             | Boston Celtics                                 | Iowa                    |
| 20   | Scott Burrell (SF)      | Vereinigte Staaten             | Charlotte Hornets (von San Antonio)            | UConn                   |
| 21   | James Robinson (SG)     | Vereinigte Staaten             | Portland Trail Blazers                         | Alabama                 |
| 22   | Chris Mills (SF)        | Vereinigte Staaten             | Cleveland Cavaliers                            | Arizona                 |
| 23   | Ervin Johnson (C)       | Vereinigte Staaten             | Seattle SuperSonics                            | New Orleans             |
| 24   | Sam Cassell (PG)        | Vereinigte Staaten             | Houston Rockets                                | Florida State           |
| 25   | Corie Blount (PF)       | Vereinigte Staaten             | Chicago Bulls                                  | Cincinnati              |
| 26   | Geert Hammink (C)       | Niederlande                    | Orlando Magic (von New York)                   | LSU                     |
| 27   | Malcolm Mackey (PF)     | Vereinigte Staaten             | Phoenix Suns                                   | Georgia Tech            |

## Runde 2
| Pick | Spieler (Position)   | Nationalität                   | NBA Team               | vorheriges Team/College  |
| ---- | -------------------- | ------------------------------ | ---------------------- | ------------------------ |
| 28   | Lucious Harris (PG)  | Vereinigte Staaten             | Dallas Mavericks       | Long Beach State         |
| 29   | Sherron Mills (F/C)  | Vereinigte Staaten             | Minnesota Timberwolves | Virginia Commonwealth    |
| 30   | Gheorghe Mureșan (C) | Rumänien                       | Washington Bullets     | Pau-Orthez (Frankreich)  |
| 31   | Evers Burns (F)      | Vereinigte Staaten             | Sacramento Kings       | Maryland                 |
| 32   | Alphonso Ford (SG)   | Vereinigte Staaten             | Philadelphia 76ers     | Mississippi Valley State |
| 33   | Eric Riley (C)       | Vereinigte Staaten             | Dallas Mavericks       | Michigan                 |
| 34   | Darnell Mee (SG)     | Vereinigte Staaten/ Australien | Golden State Warriors  | Western Kentucky         |
| 35   | Ed Stokes (C)        | Vereinigte Staaten             | Miami Heat             | Arizona                  |
| 36   | John Best (F/C)      | Vereinigte Staaten             | New Jersey Nets        | Tennessee Tech           |
| 37   | Nick Van Exel (PG)   | Vereinigte Staaten             | Los Angeles Lakers     | Cincinnati               |
| 38   | Conrad McRae (PF)    | Vereinigte Staaten             | Washington Bullets     | Syracuse                 |
| 39   | Thomas Hill (SG/SF)  | Vereinigte Staaten             | Indiana Pacers         | Duke                     |
| 40   | Rich Manning (C)     | Vereinigte Staaten             | Atlanta Hawks          | Washington               |
| 41   | Anthony Reed (F)     | Vereinigte Staaten             | Chicago Bulls          | Tulane                   |
| 42   | Adonis Jordan (PG)   | Vereinigte Staaten             | Seattle SuperSonics    | Kansas                   |
| 43   | Josh Grant (PF)      | Vereinigte Staaten             | Denver Nuggets         | Utah                     |
| 44   | Alex Holcombe (C)    | Vereinigte Staaten             | Sacramento Kings       | Baylor                   |
| 45   | Bryon Russell (SF)   | Vereinigte Staaten             | Utah Jazz              | Long Beach State         |
| 46   | Richard Petruska (C) | Slowakei                       | Houston Rockets        | UCLA                     |
| 47   | Chris Whitney (PG)   | Vereinigte Staaten             | San Antonio Spurs      | Clemson                  |
| 48   | Kevin Thompson (C)   | Vereinigte Staaten             | Portland Trail Blazers | North Carolina State     |
| 49   | Mark Buford (C)      | Vereinigte Staaten             | Phoenix Suns           | Mississippi Valley State |
| 50   | Marcelo Nicola (PF)  | Argentinien                    | Houston Rockets        | Taugres (Spanien)        |
| 51   | Spencer Dunkley (C)  | England                        | Indiana Pacers         | Delaware                 |
| 52   | Mike Peplowski (C)   | Vereinigte Staaten             | Sacramento Kings       | Michigan State           |
| 53   | Leonard White (F)    | Vereinigte Staaten             | Los Angeles Clippers   | Southern                 |
| 54   | Byron Wilson (SG/SF) | Vereinigte Staaten             | Phoenix Suns           | Utah                     |

## Ungedraftete Spieler
- Bruce Bowen ( Vereinigte Staaten), Cal State Fullerton
- Bo Outlaw ( Vereinigte Staaten), University of Houston